# Pnei Kedem
Pnei Kedem, en hébreu : פְּנֵי קֶדֶם, est un avant-poste israélien, implanté en Cisjordanie. Administrativement, il fait partie du conseil régional de Goush Etzion, dans le district de Judée et Samarie. L'avant-poste est fondé en octobre 2000 avec l'aide de l'organisation Amana et rattaché à la colonie voisine de Metzad (en). Il est situé au sud de Bethléem et à l'est des monts de Judée.

## Situation juridique
En application de la IVe Convention de Genève dans les Territoires palestiniens, la communauté internationale, considère comme illégales, les colonies israéliennes de Cisjordanie, au regard du droit international mais le gouvernement israélien conteste ce point de vue.

## Source de la traduction
- (en) Cet article est partiellement ou en totalité issu de l’article de Wikipédia en anglais intitulé « Pnei Kedem » (voir la liste des auteurs).